# Magyar Elek
Magyar Elek, teljes nevén Magyar Elek János alias Ínyesmester (Budapest, 1875. augusztus 14. – Budapest, 1947. május 20.) újságíró, gasztronómiai szakíró.

## Élete
Polgári származású családban született. Apja, Magyar Elek (1838–1894), magyar királyi posta és távíró főtiszt, anyja, Klaisz Anna volt. A gimnázium nyolc osztályát 1886-tól a Kegyes Tanítórendiek Főgimnáziumában végezte, ahol 1891-ben érettségizett, majd a Budapesti Tudományegyetem joghallgatója lett.
Újságírói pályáját a Telefonhírmondó munkatársaként kezdte, ahol egyúttal bemondó is volt. 1901-től a Magyarország című lap munkatársa, majd 1917-től felelős szerkesztője volt. Újságírói munkája sokrétű volt, egyaránt írt a régi Budapestről szóló tárcákat, politikai cikkeket, színházi és képzőművészeti kritikákat, sport- és lóversenytudósításokat.
A Pesti Naplóban inkognitóban, Inyesmester álnéven évekig vezette Fejezetek az ínyesmesterség köréből címmel a gasztronómiai rovatot, minden vasárnap egy teljes újságoldalon jelentek meg a konyhaművészettel foglalkozó írásai. Az ínyesmester szakácskönyve című műve a gasztronómiai irodalom egyik legismertebb műve ma is. Babits kritikájában, "az Inyesmester könyve minden európai látóköre – vagy mondjuk inkább: ízléshorizontja – mellett is teljesen magyar könyv" az irodalomhoz sorolta, "noha bizonyára kevesebb embernek fog eszébe jutni hogy odasorozza." 1945 után a Képes Figyelőben is vezette a konyhaművészeti rovatot. „Az Ínyesmester éléskamrája” című összeállítás 1973-ban jelent meg, amit a tartósításról, befőzésről, zöldségek, gyümölcsök eltevéséről szóló írásaiból leszármazottai, családtagjai rendeztek sajtó alá. Halálát szívizomelfajulás okozta.

## Házassága és leszármazottjai
Első nejét, Kürthy Bertát (1884–1915), akinek szülei fajkürti és koltai Kürthy Emil (1848–1920) földbirtokos, író és szemerei Szemere Gizella (1857–1914), Szemere Bertalan leánya voltak, 1908. november 11-én vette el. Magyar Elek és Kürthy Bertha házasságából született:
- Magyar Bálint (1910–1992) színháztörténész. Gyermekei Magyar Bálint, politikus, miniszter és Magyar Fruzsina dramaturg.[8]

Második felesége, a nemesi származású nagyatádi Visy Mária "Masa" (Budapest, 1883. március 17.–Budapest, 1939. június 21.), akinek a szülei nemes Visy Imre (1852–1889) író, publicista, országgyűlési képviselő és hírlapszerkesztő, valamint Gálos Irma voltak; 1917. július 4-én Budapesten kötöttek házasságot.

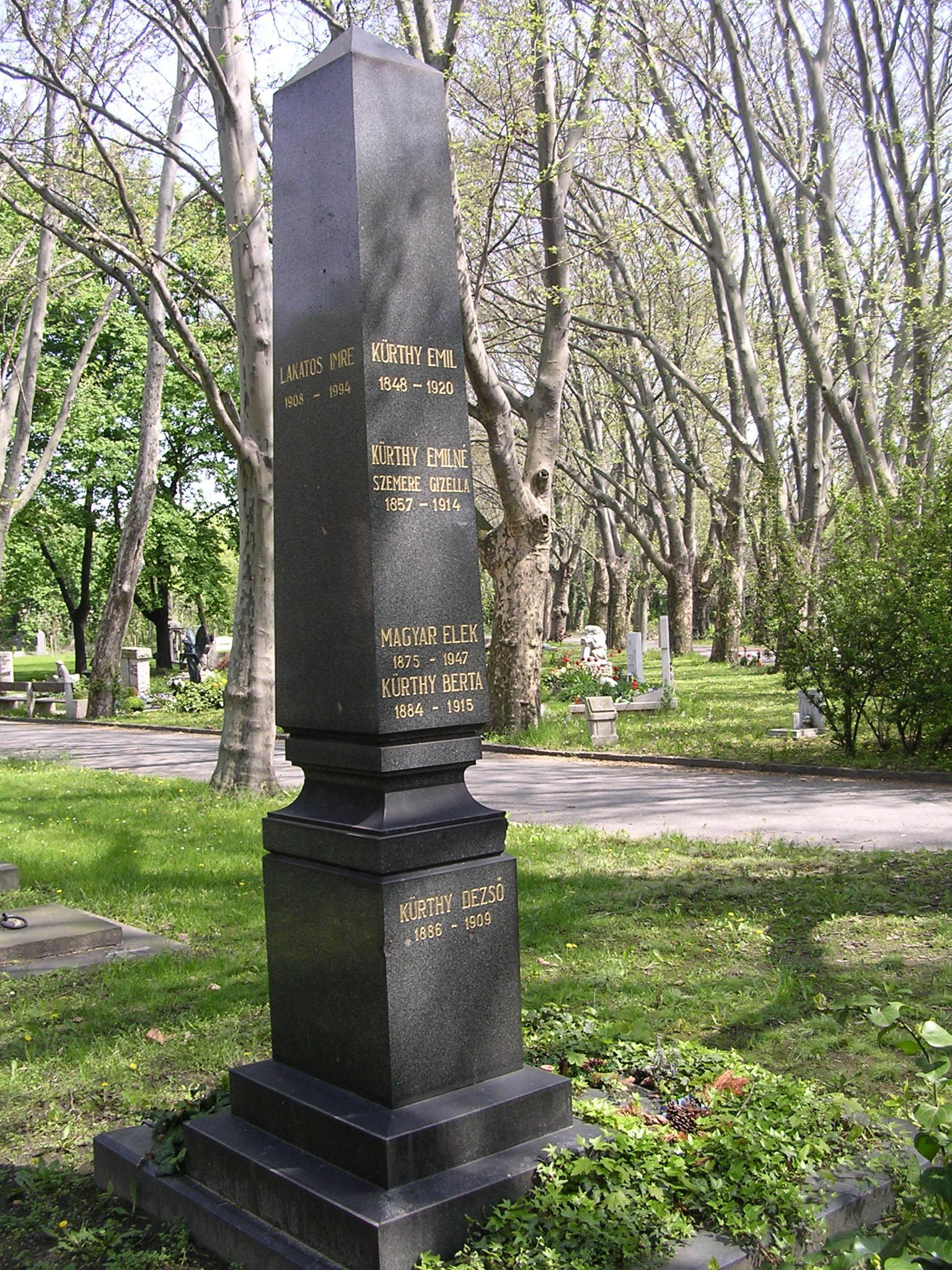
Sírja a Fiumei úti sírkertben (34/1-1-45)

## Művei

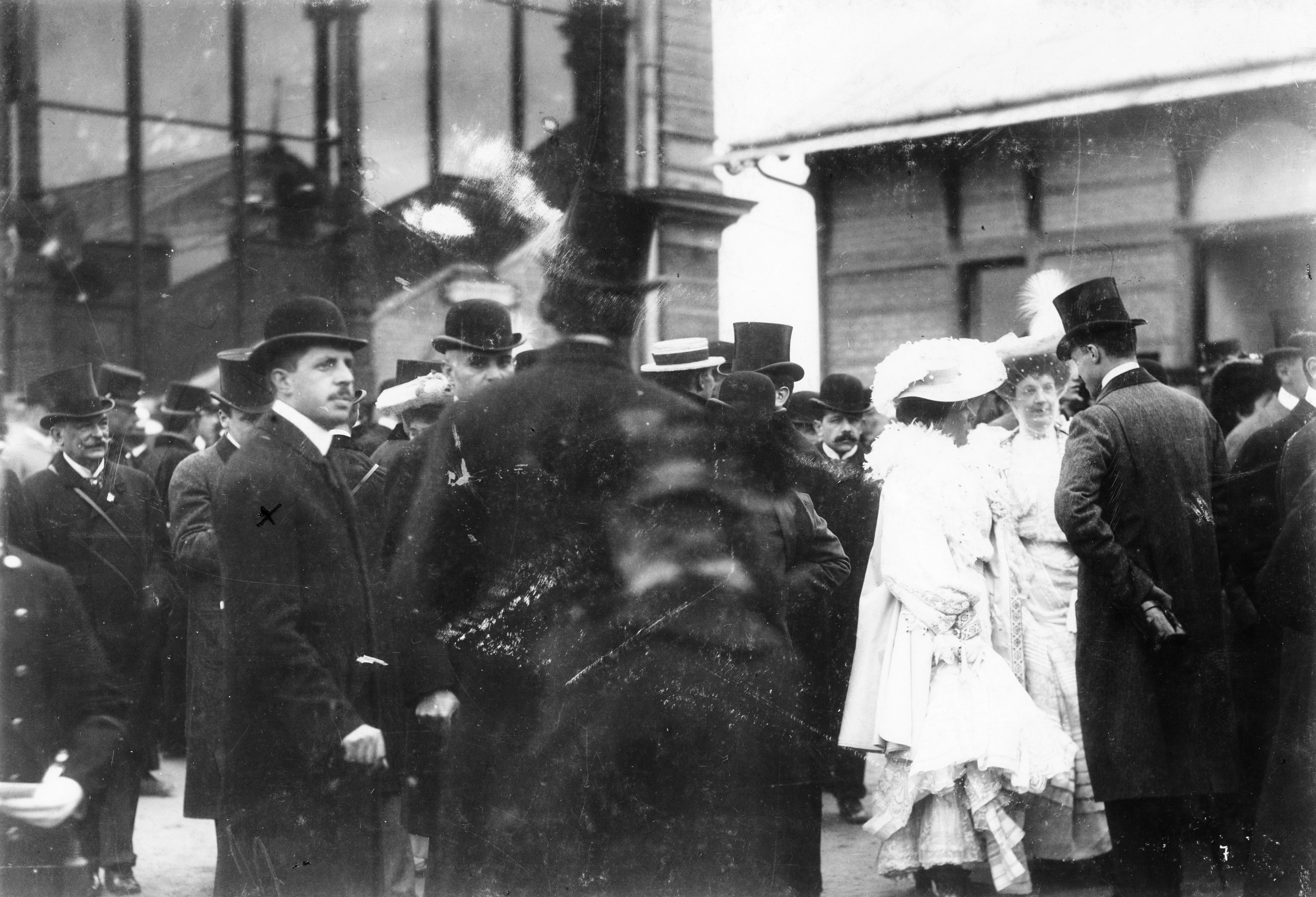
Magyar Elek a bécsi derbin 1903-ban

- Pesti históriák; Athenaeum, Budapest, 1920[11]
- Az ínyesmester szakácskönyve. 2200 recept; Athenaeum, Budapest, 1932[12]
- Az ínyesmester szakácskönyve. 2500 recept; Athenaeum, Budapest, 1933
- Az Inyesmester ezer új receptje; Athenaeum, Budapest, 1935[13]
- Az ínyesmester szakácskönyve; új, lényegesen bővített kiadás; Athenaeum, Budapest, 1939
- Az ínyesmester szakácskönyve; új, átdolgozott kiadás; Athenaeum, Budapest, 1950
- Az ínyesmester nagy szakácskönyve; Műszaki, Budapest, 1955
- Az Inyesmester éléskamrája. Befőzés, házi konzerválás; sajtó alá rend. Magyar Pál, Siklós Olga; Mezőgazdasági, Budapest, 1974 (Kertünk, házunk, otthonunk)
- Az ínyesmester nagy szakácskönyve. A mindennapok és az ünnepek magyar konyhája; átdolg., szerk., kieg., sajtó alá rend. Magyar Pál és Siklós Olga; Gondolat, Budapest, 1991
- Az ínyesmester ünnepi és köznapi ételsorai; összeáll. Kígyós Erzsébet; Akkord, Budapest, 2000

„Nagy kiadóink ritkán bocsátanak piacra oly igaz és irodalmi művet, mint ez a szakácskönyv.”

– Babits Mihály

## Emlékezete
- Alakja említés szintjén felbukkan Kondor Vilmos Budapest noir című bűnügyi regényében; ugyancsak említést nyer a könyvben Magyar Elek legismertebb szakácskönyve és az egyik korabeli újságnál vezetett receptrovata is.